# Nickel(II) bromide
Nickel(II) bromide là các hợp chất vô cơ có công thức hóa học NiBr2(H2O)x. Giá trị của x có thể là 0 đối với chất khan, cũng như 2, 3 hoặc 6 đối với ba dạng hydrat đã biết. Chất khan là một chất rắn màu nâu vàng hòa tan trong nước để tạo ra hexahydrat màu lục lam. Nonahydrat cũng đã được xác định là tồn tại, nhưng chỉ ở mức nhiệt độ dưới 0 ℃ (32 ℉; 273,15 K).

## Cấu trúc
Cấu trúc của nickel(II) bromide thay đổi theo mức độ hydrat hóa. Trong tất cả các trường hợp này, ion nickel(II) có hình học phân tử bát diện.
- NiBr2 khan, có cấu trúc giống cadmi(II) chloride.[4][5] Khoảng cách tương tác cho Ni–Br là 2,52–2,58 Å.
- Cấu trúc của trihydrat chưa được xác định bằng tinh thể học tia X. Nó được giả định rằng có một cấu trúc chuỗi.[6]
- Các di- và hexahydrat có các cấu trúc gần giống với cấu trúc của các chloride tương ứng. dihydrat bao gồm một chuỗi tuyến tính, trong khi hexahydrat có các phân tử trans-NiBr2(H2O)4 cùng với hai phân tử nước không liên kết.

## Phản ứng và ứng dụng
NiBr2 có đặc tính acid Lewis. NiBr2 cũng được sử dụng để điều chế các chất xúc tác cho các phản ứng ghép chéo và các quá trình cacbon hóa khác nhau.
Theo kinh nghiệm, NiBr2-glyme đã cho thấy hoạt động tăng so với NiCl2-glyme đối với một số biến đổi.

Phản ứng ghép đôi NiBr_{2} xúc tác.

## An toàn
Nickel(II) có tính độc hại và bị nghi ngờ là tác nhân gây ung thư.

## Hợp chất khác
- NiBr2 tác dụng với dung dịch NH3 đặc ở điều kiện thích hợp tạo ra chất rắn màu nâu đen của amin NiBr2·NH3, chất rắn màu nâu đỏ của diamin NiBr2·2NH3,[8] chất rắn màu lục của tetramin NiBr2·4NH3[9] hay tinh thể màu tím của hexamin NiBr2·6NH3. Chất này tan ít trong nước.
- NiBr2 tác dụng với N2H4 ở điều kiện thích hợp tạo ra:
  - NiBr2·N2H4 là tinh thể vàng nhạt-nâu;[10]
  - NiBr2·2N2H4·H2O là tinh thể lục lam, có tính nổ; khối lượng riêng ở 20 °C (68 °F; 293 K) là 4,1623 g/cm³;[11]
  - NiBr2·3N2H4 là tinh thể đỏ tím;[12]
  - NiBr2·6N2H4 là tinh thể tím nhạt.[10]
- NiBr2 sẽ tác dụng với CO(NH2)2 ở điều kiện thích hợp tạo ra tinh thể màu lục nhạt của NiBr2·4CO(NH2)2[13] hoặc tinh thể màu lục của NiBr2·10CO(NH2)2.[14]
- NiBr2 sẽ tác dụng với CS(NH2)2 ở điều kiện thích hợp tạo ra tinh thể nâu sáng đến không màu của NiBr2·2CS(NH2)2[15], tinh thể màu vàng kim loại đến vàng của NiBr2·4CS(NH2)2[16] hay tinh thể màu vàng lục đậm của NiBr2·6CS(NH2)2, CAS#: 14976-06-8.[17][ghi chú 1] Phức hai phối tử NiBr2·6CS(NH2)2·3NH3 cũng được biết đến, dưới dạng tinh thể màu dương nhạt.[18]
- NiBr2 sẽ tác dụng với CSN3H5 ở điều kiện thích hợp tạo ra tinh thể NiBr2·2CSN3H5·nH2O là tinh thể lục, CAS#: 53277-11-5[19][ghi chú 1] hay NiBr2·3CSN3H5 là tinh thể màu dương.[20]
- NiBr2 sẽ tác dụng với CSeN3H5 ở điều kiện thích hợp tạo ra NiBr2·2CSeN3H5 là chất rắn màu nâu hay NiBr2·3CSeN3H5·2H2O là bột hoặc tinh thể màu lục, tan nhiều trong nước, không tan trong etanol và ete.[21]